# Lucasium alboguttatum
Lucasium alboguttatum — вид геконоподібних ящірок родини диплодактилідів (Diplodactylidae). Ендемік Австралії.

## Поширення і екологія
Lucasium alboguttatum поширені на західному узбережжі Західної Австралії, від Перта до Коралової затоки. Вони живуть на пустищах, в місцевостях з глибоким шаром вапнякового ґрунту. Зустрічаються на висоті до 150 м над рівнем моря.